# Jean Baeza
Jean Baeza (Argel, 20 de agosto de 1942 – 21 de febrero de 2011) fue un futbolista francés, que jugó en la posición de lateral izquierdo.

### Clubes como futbolista
| Club                  | País    | Año       | Partidos | Goles |
| --------------------- | ------- | --------- | -------- | ----- |
| Cannes                | Francia | 1961–1966 | 59       | 1     |
| Monaco                | Francia | 1966–1968 | 65       | 1     |
| Red Star              | Francia | 1968–1969 | 31       | 4     |
| Lyon                  | Francia | 1969–1974 | 192      | 12    |
| Racing Club de France | Francia | 1974–1978 | 76       | 4     |